# جوجل تريندز
جوجل تريندز كما تُعرف باسم إحصائيات جوجل أو بمسمى مؤشرات جوجل (بالإنجليزية: Google trends) هي خدمة عامة على الويب مقدمة من شركة جوجل تستند ببحث جوجل لإظهار إحصائيات مصطلحات البحث معينة وارتباطها بكميات استعمالها نحو شتى مناطق العالم في لغات مختلفة. المحور الأفقي السفلي يمثل الوقت (يبدأ من 2004)، بينما العمودي أعلاه يمثل العدد الكلي لأعداد البحث عالميا. أسفل الرسم البياني، شعبية البحث توزع ترتيبيا على حسب الدولة، المدينة، واللغة.

## خلفية
اتجاهات جوجل أيضا يسمح المقارنة بين مُصطلحي بحث أو أكثر. ميزة أخرى لدى الخدمة هي القدرة على إظهار أخبار متعلقة بالمصطلح على الرسم البياني، موضحة على الحيثيات المؤثرة على مصطلح البحث.
في البداية، جوجل أهمل تطوير الخدمة على شكل منتظم، وفي مارس 2007 لاحظ مدونون على الإنترنت أن جوجل لم تحدث بيانات الخدمة منذ نوفمبر 2006. ثم استمرت شركة جوجل بذلك حتى حدثت البيانات في 30 من يوليو 2007. ثم تركت التحديث مرة أخرى حتى تشكى المدونون مجددا. حاليا، تقول قوجل بأنها «تحدث الخدمة المقدمة من اتجاهات جوجل يوميا. والبحث الشعبي بالساعات.»
بمعنى اخر يمكن لمستخدم جوجل تريند هذه الايام ان يجري عدة مقارنات ضمن مواضيع مختلفة اوتصنيفات حسب الدولة أو حسب جميع انحاء العالم أيضا وكذلك أصبح يمكن ان ترى المقارنة في كل مدينة على حدا ضمن الدولة الواحدة مثلا إذا اردت ان تبحث عن كلمة معينة يمكنك الآن ان ترى ذلك ضمن المنطقة الجغرافية التي تحددها.
وأضافت شركة جوجل موخراً ميزة جديدة وهي امكانية الحصول على التنبيهات الخاصة بالمواضيع الأكثرة تداولًا (Trends) عن طريق إرسالها إلى البريد الإلكتروني الخاص بالمستخدم، حيث أصبح بالإمكان الاشتراك في أي موضوع يتعلق بقضية ما ليصل جديده للمستخدم.
ويمكن تحديد الموضوع عن طريق البحث السريع عن أي بلد، أو حسب اختيار موضوع محدد، أو الحصول على أفضل المواضيع على مستوى المنطقة شهريًا، ليتم تسليمها مباشرةً إلى صندوق البريد الوارد.
وأثناء الاطلاع على جديد Google Trends ستجد زرًا جديدًا للاشتراك في مختلف أنحاء الخدمة ولأي دولة، وبمجرد الضغط عليه سيتم اشتراكك وستحصل على جديد هذا التصنيف عبر البريد الإلكتروني.
ويمكن بسهولة إلغاء الاشترك في حال لم تعد مهتمًا بالموضوع، وذلك عن طريق الضغط على زر إلغاء الاشتراك الموجود مع الرسائل الواردة والمتعلقة بهذا الموضوع، أو يمكن إدارة اشتراكاتك من مكانٍ واحد من هنا: google.com/trends/subscriptions.

## حصص البحث
أدرجت جوجل حدود الحصص لعمليات البحث عن المؤشرات هذا يحد من عدد محاولات البحث المتاحة لكل مستخدم / IP / جهاز. لم يتم تقديم تفاصيل حدود الحصة النسبية حتى الآن، ولكنها قد تعتمد على الموقع الجغرافي أو إعدادات خصوصية المتصفح. تم الإبلاغ في بعض الحالات أنه يتم الوصول إلى هذه الحصة بسرعة كبيرة إذا لم يتم تسجيل الدخول إلى حساب جوجل قبل محاولة الوصول إلى خدمة الاتجاهات.